# Somerset Region
Somerset Region är en kommun i Australien. Den ligger i delstaten Queensland, omkring 79 kilometer nordväst om delstatshuvudstaden Brisbane. Antalet invånare var 24 597 vid folkräkningen 2016.
Följande samhällen finns i Somerset:
- Toogoolawah
- Fairneyview
- Vernor